# Klimpfjäll
Klimpfjäll (sydsamiska: Klimhpe) är en by (småort) i Vilhelmina kommun belägen ungefär 20 kilometer från den norska gränsen och cirka 120 kilometer från Vilhelmina.

## Befolkningsutveckling
| Befolkningsutvecklingen i Klimpfjäll 1980–2015     | Befolkningsutvecklingen i Klimpfjäll 1980–2015 | Befolkningsutvecklingen i Klimpfjäll 1980–2015 | Befolkningsutvecklingen i Klimpfjäll 1980–2015 | Befolkningsutvecklingen i Klimpfjäll 1980–2015 |
| -------------------------------------------------- | ---------------------------------------------- | ---------------------------------------------- | ---------------------------------------------- | ---------------------------------------------- |
|                                                    |                                                |                                                |                                                |                                                |
| År                                                 |                                                |                                                | Folkmängd                                      | Areal (ha)                                     |
| 1980                                               | 1980                                           |                                                | 248                                            |                                                |
| 1990                                               | 1990                                           |                                                | 187                                            | 52#                                            |
| 1995                                               | 1995                                           |                                                | 184                                            | 48#                                            |
| 2000                                               | 2000                                           |                                                | 159                                            | 48#                                            |
| 2005                                               | 2005                                           |                                                | 132                                            | 49#                                            |
| 2010                                               | 2010                                           |                                                | 99                                             | 50#                                            |
| 2015                                               | 2015                                           |                                                | 92                                             | 100#                                           |
| Anm.: Ny tätort 1980, ej tätort 1990 # Som småort. |                                                |                                                |                                                |                                                |

## Samhället
I byn finns hotell, stugby, restauranger, livsmedelsaffär och flera små företag som ger service inom turism och entreprenad.
I byn finns även en skidanläggning för både utförsåkning och längdåkning. Klimpfjälls alpina klubb Fjällbranten, KAK, har fostrat en rad framgångsrika snowboardåkare. Bland annat Tove Nejne samt syskonen Markus och Janet Jonsson. 
Sångerskan och programledaren Sandra Dahlberg är född i Klimpfjäll.